# Lothar Kern
Lothar Kern (* 14. Dezember 1920 in Heilbronn; † 11. September 1996 in Oberbayern) war ein deutscher Schauspieler bei Bühne, Film und Fernsehen sowie ein Theaterleiter.

## Leben und Wirken
Kern war von Kindesbeinen an am Tegernseer Volkstheater, einer Gründung seines Großvaters, aufgetreten und hatte sich dort zu einem beliebten bayerischen Volksschauspieler entwickelt. Nach der Eheschließung mit Amalie Helfrich, die sich fortan Amsi Kern nannte, teilten sich beide die Leitung dieser Familienbühne ebenso wie (seit 1964) die des Chiemgauer Volkstheaters. Mit einigen seiner Stücken ging Lothar Kern auch auf Tourneen und Gastspielreisen. Einige Volkstheaterstücke wie beispielsweise Der Saisongockel mit Kern in der Hauptrolle fanden außerdem ihre Ausstrahlung im deutschen Fernsehen. Kerns weitere TV-Rollen orientierten sich an seine bajuwarischen Bühnenfiguren wie etwa in den urbayerischen Serien Königlich Bayerisches Amtsgericht und Die seltsamen Methoden des Franz Josef Wanninger.

## Filmografie (Auswahl)
- 1961: Der Komödienstadel – Der Zigeunersimmerl
- 1964: Das halbierte Zimmer (Fernsehfilm)
- 1966: Vorschuß auf die Seligkeit (Fernsehfilm)
- 1968: Der Saisongockel (Fernsehfilm)
- 1969: Goldmacher Tausend (Fernsehfilm)
- 1970: Die seltsamen Methoden des Franz Josef Wanninger – Herrn Bükösis Geschäfte (Fernsehserie)
- 1971: Herzlich unwillkommen (Fernsehfilm)

## Einzelnachweis
1. ↑  Der in IMDb und auf filmportal.de genannte Kameraassistent Lothar Kern, dessen Filmografie mit der des gleichnamigen Schauspielers vermengt wurde, ist nicht mit dem hier porträtierten Lothar Kern identisch

| Personendaten    | Personendaten                                                                |
| ---------------- | ---------------------------------------------------------------------------- |
| NAME             | Kern, Lothar                                                                 |
| KURZBESCHREIBUNG | deutscher Schauspieler bei Bühne, Film und Fernsehen sowie ein Theaterleiter |
| GEBURTSDATUM     | 14. Dezember 1920                                                            |
| GEBURTSORT       | Heilbronn                                                                    |
| STERBEDATUM      | 11. September 1996                                                           |
| STERBEORT        | Oberbayern                                                                   |